# Руне Фастеланн
Руне Фастеланн (норв. Rune Froestad Fasteland; нар. 17 грудня 1995, Берген) —  норвезький волейболіст, який грає на позиції центрального блокувальника в національній збірній та у ВК «Кнак» із бельгійського міста Руселаре.

## Життєпис
Грав у клубах «Россволл ВБК» (Rossvoll Volleyballklubb, «Ейстесе» (Øystese), 2009—2014), «Нюбор» (Nyborg VBK, нині TIF Viking, Берген, 2014—2015), «Ліндеманс» (Volley Lindemans Asse-Lennik, 2015—2016), «Драйсма Динамо» (Draisma Dynamo, Апелдорн, 2016—2017), Par-ky Menen (Менен, 2017—2018). Із початку сезону 2018—2019 грає у складі бельгійського клубу «Кнак» із міста Руселаре.

### Досягнення
- фіналіст Кубка ЄКВ 2023[3]
- володар кубка Норвегії 2015
- володар Кубка Бельгії 2019, 2020, 2021, 2023[4]